# Трамвай Саппоро
Трамвай Саппоро (яп. 札幌市電 Саппоро сидэн) — система трамвайного движения в городе Саппоро в Японии. Движение было открыто 1 мая 1910 года. С 1927 года эксплуатируется транспортным управлением города Саппоро (яп. 札幌市交通局 Саппоро-син ко:цу:-кёку). Среди жителей обычно именуется сидэн (яп. 市電 сидэн, городской трамвай).

## История
Предшественником трамвая стала «каменная железная дорога на конной тяге» (яп. 札幌石材馬車鉄道 Саппоро сэкидзай бася-тэцудо:), с шириной колеи 762 мм, открытая в 1910 году и выведенная из эксплуатации в 1918 году, с появлением трамвая, использующим колею 1067 мм.
В дальнейшем сеть успешно развивалась. В момент максимального развития (1958 год) она насчитывала 7 линий общей длиной 25 км. Однако в связи с ростом числа автомобилей и постройкой метрополитена трамвайная система стала сокращаться. Интересно, что вновь построенные и еще не электрифицированные участки в 1959—1967 годах обслуживались трамваями на дизельной тяге.
В конце 2015 года после более чем 50-летнего перерыва введен в эксплуатацию новый участок, замкнувший линию в кольцо. Рассматриваются планы расширения сети.

## Эксплуатация
Официально существуют 4 линии, именуемые «трамвайная линия Итидзё—Ямахана» (яп. 一条・山鼻軌道線 Итидзё-Ямахана кидо:сэн) или просто «трамвай» (яп. 軌道線 кидо:сэн):
- Итидзё (яп. 一条線 Итидзё:-сэн): Ниси-ён-тё:мэ (яп. 西4丁目) — Ниси-дзю:го-тё:мэ (яп. 西15丁目)
- Ямахана—Ниси (яп. 山鼻西線 Ямахана-ниси-сэн): Ниси-дзю:го-тё:мэ (яп. 西15丁目) — Тю:о:-тосёкан-маэ (яп. 中央図書館前)
- Ямахана (яп. 山鼻線 Ямахана-сэн): Тю:о:-тосёкан-маэ (яп. 中央図書館前) — Сусукино (яп. すすきの)
- Тосин (яп. 都心線 Тосин-сэн): Сусукино (яп. すすきの) — Ниси-ён-тё:мэ (яп. 西4丁目).

Почти все трамваи проходят по общему кольцу по или против часовой стрелки. Стоимость проезда 170 иен (2016). Для оплаты используются также магнитные карты метрополитена Саппоро. Проездные билеты действительны только на выходные и праздники (стоимость 310 иен).